# Vice Vicić
Vice Vicić (Fojnica, 1734. – Fojnica, 1796.) bio je hrvatski katolički svećenik iz reda franjevaca, glazbenik i pisac.

## Životopis
Rođen je Fojnici 1734. godine. Osnovno školovanje je stekao u fojničkom samostanu, a studij filozofije i teologije završio je u Italiji. Također je tamo studirao i glazbu. Po povratka u domovinu desetak je godina bio voditelj fojničkog kora.
Od 1766. bio je učitelj novaka te od 1768. do 1769. župnik u Dobretićima i od 1774. do 1777. u Bihaću. Nakon toga se vratio u Fojnicu gdje se bavio skladanjem. Prvi je franjevac koji je na bosanskohercegovačkom području uveo pjevanje pučkih pjesama na hrvatskom jeziku za vrijeme bogoslužja.
Umro je u Fojnici 1796. godine.

## Djela
- „Pisme razlike na poštenje Božje B. D. Marie i sviu svetih” (1844.)
- „Veliki kantual”
- „Mali kantual”

### Mrežna sjedišta
- Pranjković, Ivo. 2022. Pisme razlike fra Vice Vicića. Svjetlo riječi. Sarajevo.  journal zahtijeva |journal= (pomoć)